# 草道駅
草道駅（くさみちえき）は、鹿児島県薩摩川内市水引町字浜田にある肥薩おれんじ鉄道線の駅である。駅番号はOR26。

## 歴史

### 駅名の由来
開業当時の地名（薩摩郡西水引村字草道）が由来。
この地は草原で獣道が多かったことから「草道」という地名になったが、1951年（昭和26年）に水引村が川内市に編入される際に大字草道の区域は川内市水引町、同市湯島町に分割され「草道」という地名は町・字名からは消滅した。現在は駅のすぐ横を流れる草道川にその名残を留めているのみである。

### 年表
- 1922年（大正11年）7月1日：鉄道省川内線の駅として開設[3]。
- 1927年（昭和2年） 10月17日：湯浦駅 - 水俣駅間開業、八代駅 - 川内駅 - 鹿児島駅間が鹿児島本線に編入される。
- 1949年（昭和24年）6月1日：公共企業体である日本国有鉄道が発足。
- 1961年（昭和36年）9月1日：貨物取扱廃止[1]。
- 1970年（昭和45年）8月21日：荷物扱い廃止[4]。CTC導入に伴い無人駅化[5]。川内駅の被管理駅となる。
- 1980年（昭和55年）7月：現駅舎竣工。
- 1987年（昭和62年）4月1日：国鉄分割民営化によりJR九州に継承。
- 2004年（平成16年）3月13日：九州新幹線開業に伴い、肥薩おれんじ鉄道に移管[6]。

## 駅構造
相対式ホーム2面2線を有する地上駅である。無人駅。国鉄時代は有人駅で、無人駅化後も1980年頃までは木造平屋建て駅舎が建っていた。

### のりば
| のりば | 路線                | 方向 | 行先                   | 備考 |
| ------ | ------------------- | ---- | ---------------------- | ---- |
| 1      | ■肥薩おれんじ鉄道線 | 下り | 川内方面               |      |
| 2      | ■肥薩おれんじ鉄道線 | 上り | 阿久根・出水・水俣方面 |      |

## 利用状況
2019年度の1日平均乗車人員は24人である。
| 年度 | 1日平均 乗車人員 | 1日平均 乗降人員 |
| ---- | ---------------- | ---------------- |
| 2007 | 40               | 82               |
| 2008 | 27               | 56               |
| 2009 | 21               | 44               |
| 2010 | 32               | 66               |
| 2011 | 34               | 68               |
| 2012 | 33               | 67               |
| 2013 | 32               | 64               |
| 2014 | 33               | 67               |
| 2015 | 39               | 80               |
| 2016 | 37               | 76               |
| 2017 | 35               | 73               |
| 2018 | 26               | 55               |
| 2019 | 24               | 49               |

## 駅周辺
- 国道3号
- 水引郵便局
- 薩摩川内市立水引小学校
- 薩摩川内市立水引中学校
- 南九州西回り自動車道 薩摩川内水引インターチェンジ

## 隣の駅
肥薩おれんじ鉄道
■肥薩おれんじ鉄道線
薩摩高城駅（OR25） - *唐浜仮停車場 - 草道駅（OR26） - 上川内駅（OR27）
*打消線は廃駅